# Letenice
Letenice este o localitate din comuna Kranj, Slovenia, cu o populație de 103 locuitori.